# Piola quiabentiae
Piola quiabentiae är en skalbaggsart som beskrevs av Luciane Marinoni 1974. Piola quiabentiae ingår i släktet Piola och familjen långhorningar. Inga underarter finns listade i Catalogue of Life.